# Sergei Sergejewitsch Iwanow

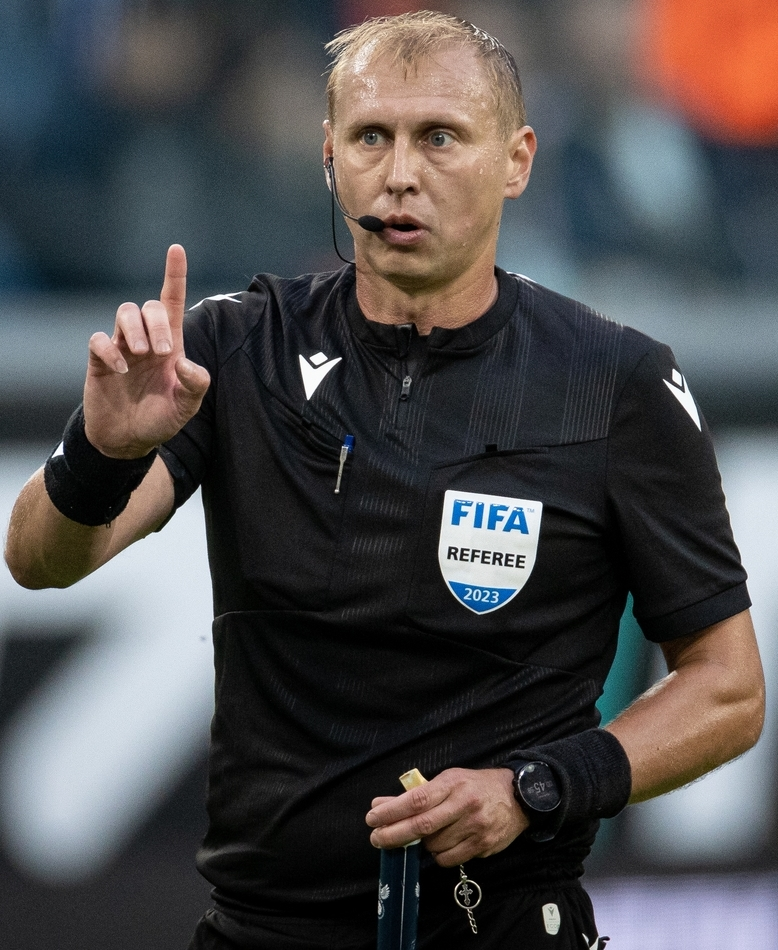
Sergei Iwanow (2023)

Sergei Sergejewitsch Iwanow (russisch Сергей Сергеевич Иванов; englisch Sergey Ivanov; * 5. Juni 1984) ist ein russischer Fußballschiedsrichter.
Seit 2014 steht er auf der Liste der FIFA-Schiedsrichter und leitet internationale Fußballspiele.
In der Saison 2018/19 leitete Iwanow erstmals Spiele in der Europa League, bisher noch keine Spiele in der Champions League, aber in der Qualifikation zu beiden Wettbewerben. Zudem pfiff er bereits Partien in der Nations League, in der EM-Qualifikation für die Europameisterschaft 2021, in der europäischen WM-Qualifikation für die Weltmeisterschaft 2022 in Katar sowie Freundschaftsspiele.
Bei der Europameisterschaft 2016 in Frankreich war Iwanow Torrichter im Team von Sergei Karassjow.
Am 12. Mai 2021 leitete Iwanow das Finale des Russischen Fußballpokals 2020/21 zwischen Lokomotive Moskau und Krylja Sowetow Samara (3:1).
Zudem war er bei der U-21-Europameisterschaft 2015 in Tschechien (als Torrichter) und bei der U-19-Europameisterschaft 2019 in Armenien im Einsatz.